# Annonsblad för Norrköping
Annonsblad för Norrköping och Söderköping var en tidning utgiven i Norrköping från 4 januari 1845 till 21  juni 1845. 
Utgivningsbevis för tidningen Östgötapatrioten utfärdades för boktryckaren F. Th. Berling 13 december 1844 Såsom Bihang till Östgöta Patrioten utgavs av samme man: Annonsblad för Norrköping och Söderköping. 
Tidningen kom ut två dag i veckan onsdag och lördag med 4 sidor i kvartoformat med  2 spalter och satsytan 22 x 17,3 cm. För bladet ensamt var prenumerationspriset 1 riksdaler 40 skilling banko. Tidningen trycktes  hos Östlund & Berling med frakturstil.
Då  tidningen upphörde, fick prenumeranterna tillbaka halva årsavgiften eller i dess ställe Onkel Adams, Får gå!